# Morskoga
Morskoga är en by i Lindesbergs kommun, Örebro län i Ramsbergs socken.

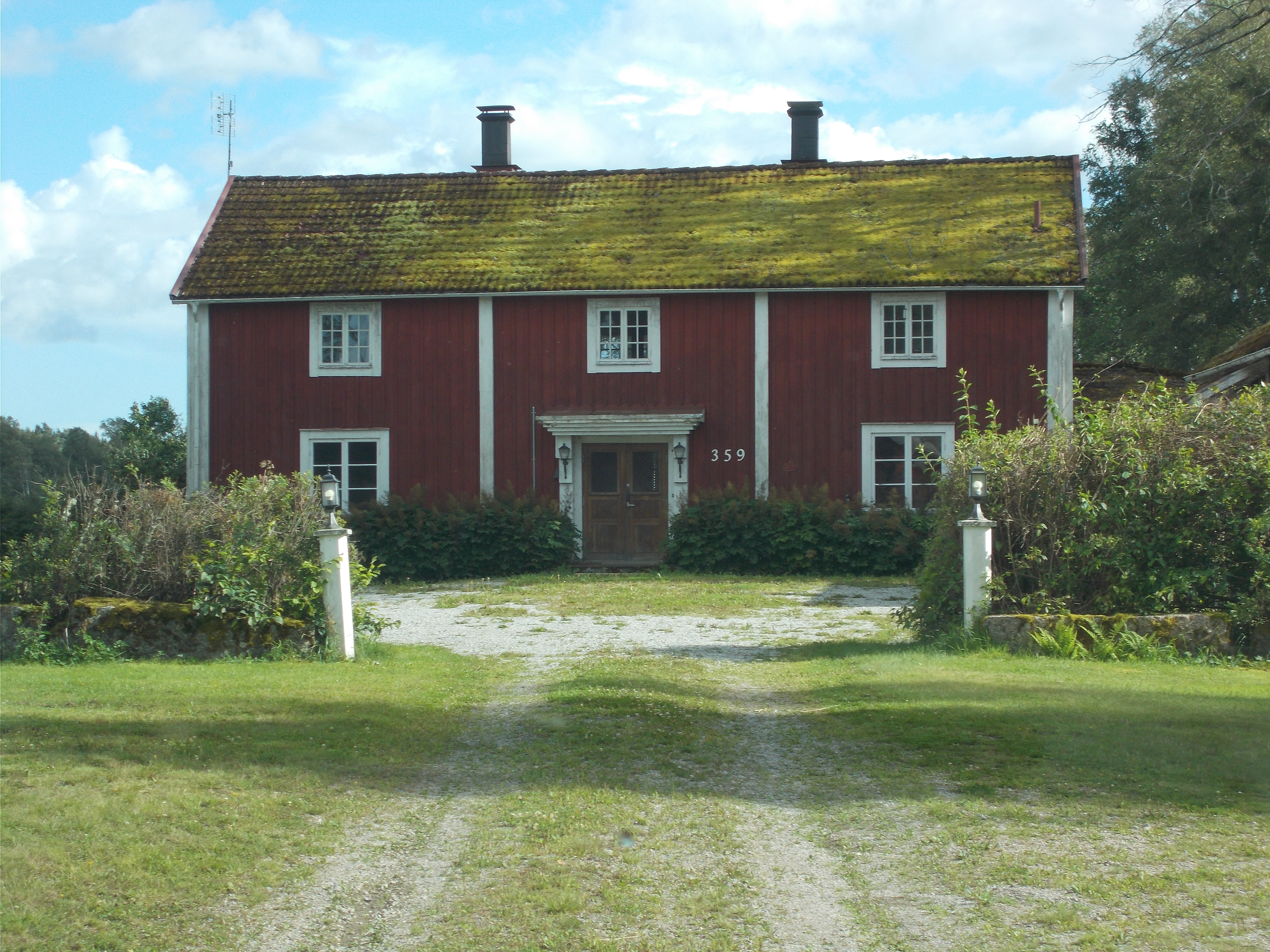
Gammalt bergsmanshus i Morskoga

Dess namn har varit känt som begrepp vida omkring genom de jordgubbs- och potatisodlingar som pågått under trettio års tid men lades ner år 2002. 
I byn startar Lasse-Majaleden som går genom skogen till Ösarhyttan där Lasse-Maja hade släktingar.
Morskoga är en vägknut då gamla landsvägen mellan Arboga och Falun gick genom byn och Morskoga krog utgjorde skjutsställe. Gamla milstenar utmed vägen minner än om forna dagar. Idag är riksväg 68, mellan Örebro och Gävle av större betydelse för byn. 